# Louvaras
Louvaras (griechisch Λουβαράς) ist eine Gemeinde im Bezirk Limassol in der Republik Zypern. Bei der Volkszählung im Jahr 2021 hatte sie 365 Einwohner.

## Lage und Umgebung

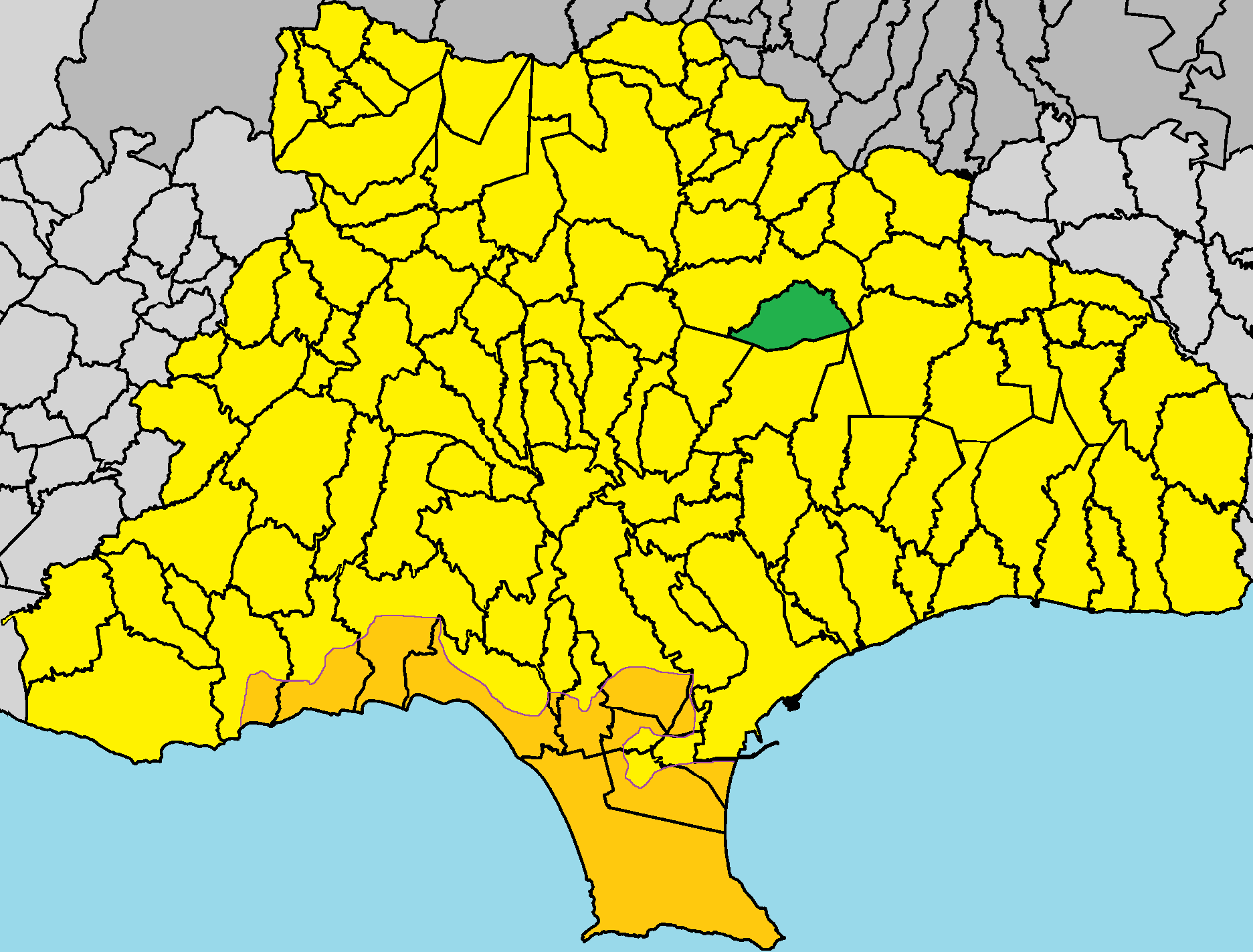
Lage im Bezirk Limassol

Louvaras liegt eher im Süden der Mittelmeerinsel Zypern in der geografischen Region Pitsilia, auf einer Höhe von etwa 545 Metern, etwa 21 Kilometer nordöstlich von Limassol. Das etwa 10,4 Quadratkilometer große Dorf grenzt im Norden, Osten und Westen an Kalo Chorio, im Süden an Apsiou und im Südwesten an Gerasa. Das Dorf kann über die Straße E110 erreicht werden.
Das Ackerland von Louvara besteht aus Mandelbäumen, Obstbäumen, Walnussbäumen und Weinreben. Der zypriotische Süßwein Commandaria wird im Dorf hergestellt. Die wilde Vegetation des Dorfes umfasst verschiedene Sträucher wie den griechischen Erdbeerbaum Koumaria, die Erlenblättrige Eiche, Myrte, Rosmarin, Calicotome villosa, Lavendel und die Terpentin-Pistazie. Südlich des Dorfes liegt der Kakomalli-Wald mit Kiefern. Dieser ist eine Erweiterung des Limassol-Waldes.

## Geschichte
Der ursprüngliche Name des Dorfes war „Logaras“, benannt nach dem Schatzmeister, der die Münzen im Palast des byzantinischen Kaisers aufbewahrte. Aus dieser Tatsache kann man erschließen, dass das Dorf bereits in den byzantinischen Jahren existierte. Zur Zeit der fränkischen Besetzung gehörte Louvaras zur Großkommandantur der Johanniter, die ihren Sitz in Kolossi hatte.

### Bevölkerungsentwicklung
| Jahr      | 1881 | 1891 | 1901 | 1911 | 1921 | 1931 | 1946 | 1960 | 1976 | 1982 | 1992 | 2001 | 2011 | 2021 |
| Einwohner | 126  | 131  | 115  | 146  | 178  | 169  | 283  | 328  | 365  | 344  | 349  | 380  | 363  | 365  |